# (29583) 1998 FA60
A (29583) 1998 FA60 a Naprendszer kisbolygóövében található aszteroida. A LINEAR projekt keretében fedezték fel 1998. március 20-án.